# Hong Kong Film Awards
Les Hong Kong Film Awards (en chinois : 香港電影金像獎), parfois surnommés HKFA, sont des prix décernés chaque année au cinéma hongkongais lors d'une cérémonie. Ils sont donc l'équivalent du César français ou de l'Oscar américain.

## Les vingt catégories
Les années indiquées sont celles de l'apparition du prix
- 1982 : Hong Kong Film Award du meilleur film
- 1982 : Hong Kong Film Award du meilleur réalisateur
- 1982 : Hong Kong Film Award du meilleur acteur
- 1982 : Hong Kong Film Award de la meilleure actrice
- 1982 : Hong Kong Film Award du meilleur scénario
- 1983 : Hong Kong Film Award du meilleur débutant
- 1983 : Hong Kong Film Award de la meilleure photographie
- 1983 : Hong Kong Film Award de la meilleure direction artistique
- 1983 : Hong Kong Film Award de la meilleure chorégraphie d'action
- 1983 : Hong Kong Film Award du meilleur montage
- 1983 : Hong Kong Film Award de la meilleure musique
- 1983 : Hong Kong Film Award de la meilleure chanson
- 1985 : Hong Kong Film Award du meilleur second rôle masculin
- 1985 : Hong Kong Film Award du meilleur second rôle féminin
- 1993 : Hong Kong Film Award des meilleurs costumes
  - 2002 : catégorie renommée en Hong Kong Film Award des meilleurs costumes et maquillages
- 1998 : Hong Kong Film Award du meilleur son
- 2002 : Hong Kong Film Award des meilleurs effets visuels
- 2002 : Hong Kong Film Award du meilleur film asiatique (prix remis jusqu'en 2011)
- 2004 : Hong Kong Film Award du meilleur premier film
- 2012 : Hong Kong Film Award du meilleur film de Chine continentale ou de Taïwan

Il existe enfin le Hong Kong Film Award spécial décerné en certaines occasions.

## Records
- Nombre de récompenses pour un film : The Grandmaster remporte 12 prix lors de la 33e cérémonie des Hong Kong Film Awards.
- Réalisateur le plus récompensé : Ann Hui, 6 prix (1982, 1997, 2008, 2011, 2014, 2017).
- Acteur le plus récompensé : Tony Leung Chiu-wai, 6 prix (1995, 1998, 2001, 2003, 2005, 2024).
- Actrice la plus récompensée : Maggie Cheung, 5 prix (1990, 1993, 1997, 1998, 2001).

## Palmarès
Les années font référence à l'année de la cérémonie.

### 1982
- Meilleur film : Father and Son, de Allen Fong
- Meilleur acteur : Michael Hui, pour Security Unlimited
- Meilleure actrice : Kara Hui, pour My Young Auntie
- Meilleur réalisateur : Allen Fong, pour Father Son Love
- Meilleur scénario : Alfred Cheung, pour The Story of Woo Viet

### 1983
- Meilleur film : Passeport pour l'enfer, de Ann Hui
- Meilleur acteur : Karl Maka, pour Mad Mission
- Meilleure actrice : Becky Lam, pour Lonely Fifteen
- Meilleur réalisateur : Ann Hui, pour Passeport pour l'enfer
- Meilleur scénario : Tai An-Ping Chiu, pour Passeport pour l'enfer
- Meilleur débutant : Seasib Na, pour Passeport pour l'enfer
- Meilleure photographie : Arthur Wong, pour He Lives by Night
- Meilleure direction artistique : Passeport pour l'enfer, de Ann Hui
- Meilleures chorégraphies : Billy Chan, Sammo Hung, Lam Ching-Ying et Yuen Biao, pour Prodigal Son
- Meilleur montage : Kwok Chung Chow, pour He Lives by Night
- Meilleure musique : Chris Babida, pour Life After Life
- Meilleure chanson : Happy Sixteen

### 1984
- Meilleur film : Ah Ying, de Allen Fong
- Meilleur acteur : Tony Leung Ka-fai, pour Regin Behind a Curtain
- Meilleure actrice : Cecilia Yip, pour Let's Make Laugh
- Meilleur réalisateur : Allen Fong, pour Ah Ying
- Meilleur scénario : Alfred Cheung, pour Let's Make Laugh
- Meilleur débutant : Carol Cheng, pour The Last Affair
- Meilleure photographie : The Last Affair
- Meilleure direction artistique : Regin Behind a Curtain
- Meilleures chorégraphies : Sammo Hung, pour Le gagnant
- Meilleur montage : Mok Leung Chau et Kam Wah Ng, pour Ah Ying
- Meilleure musique : Chi Yuen Chan et Lee Shou-Chuan, pour Papa, Can You Hear Me Sing ?
- Meilleure chanson : Papa, Can You Hear Me Sing ?

### 1985
- Meilleur film : Homecoming, de Ho Yim
- Meilleur acteur : Danny Lee, pour Law with Two Phases
- Meilleure actrice : Gaowa Siqin, pour Homecoming
- Meilleur réalisateur : Leung Po-Chi, pour Hong Kong 1941
- Meilleur second rôle masculin : Wai Shum, pour Long Arm of the Law
- Meilleur second rôle féminin : Anita Mui, pour Behind the Yellow Line
- Meilleur scénario : Leung-Ming Hung, pour Homecoming
- Meilleur débutant : Josephine Koo, pour Homecoming
- Meilleure photographie : Hong Kong 1941
- Meilleure direction artistique : Homecoming
- Meilleures chorégraphies : Jackie Chan, pour Le Marin des mers de Chine
- Meilleur montage : Peter Cheung, pour Long Arm of the Law
- Meilleure musique : Man Yee Lam, pour Love in a Fallen City
- Meilleure chanson : A Certain Romance

### 1986
- Meilleur film : Police Story, de Jackie Chan
- Meilleur acteur : Kent Cheng, pour Why Me ?
- Meilleure actrice : Pauline Wong, pour Love With a Perfect Stranger
- Meilleur réalisateur : Mabel Cheung, pour Illegal Immigrant
- Meilleur second rôle masculin : Hoi Mang, pour Yes Madam !
- Meilleur second rôle féminin : Deannie Yip, pour My Name Ain't Suzie
- Meilleur scénario : Jamie Luk et Wing Hung Tang, pour Love With a Perfect Stranger
- Meilleur débutant : Polly Chan, pour Hong Kong Graffitti
- Meilleure photographie : The Island
- Meilleure direction artistique : Night Caller
- Meilleures chorégraphies : Jackie Chan, pour Police Story
- Meilleur montage : Cheung Kan Chow, pour Hong Kong Graffitti
- Meilleure musique : Melody Bank, pour Mr. Vampire
- Meilleure chanson : Heart of Dragon

### 1987
- Meilleur film : Le Syndicat du crime, de John Woo
- Meilleur acteur : Chow Yun-fat, pour Le Syndicat du crime
- Meilleure actrice : Sylvia Chang, pour Passion
- Meilleur réalisateur : Allen Fong, pour Just Like Weather
- Meilleur second rôle masculin : Paul Chiang, pour The Lunatics
- Meilleur second rôle féminin : Elaine Kam, pour Love Unto Waste
- Meilleur scénario : Maggie Lee, pour Love Unto Waste
- Meilleur débutant : Christine Lee, pour Just Like Weather
- Meilleure photographie : Christopher Doyle, pour Soul
- Meilleure direction artistique : The Lunatics
- Meilleures chorégraphies : Ching Siu-tung, pour Witch from Nepal
- Meilleur montage : Kwok Keung et Lee Yuk Wai, pour Just Like Weather
- Meilleure musique : Dream Lovers
- Meilleure chanson : Passion

### 1988
- Meilleur film : An Autumn's Tale, de Mabel Cheung
- Meilleur acteur : Chow Yun-fat, pour City on Fire
- Meilleure actrice : Josephine Siao, pour The Wrong Couples
- Meilleur réalisateur : Ringo Lam, pour City on Fire
- Meilleur second rôle masculin : Tony Leung Chiu-wai, pour People's Hero
- Meilleur second rôle féminin : Elaine Kam, pour People's Hero
- Meilleur scénario : Alex Law, pour An Autumn's Tale
- Meilleur débutant : Ben Lam, pour Long Arm of the Law 2
- Meilleure photographie : An Autumn's Tale
- Meilleure direction artistique : Histoire de fantômes chinois
- Meilleures chorégraphies : Jackie Chan, pour Project A II
- Meilleur montage : Kwok Kuen Cheung, pour Final Victory
- Meilleure musique : James Wong, pour Histoire de fantômes chinois
- Meilleure chanson : Histoire de fantômes chinois

### 1989
- Meilleur film : Rouge, de Stanley Kwan
- Meilleur acteur : Sammo Hung, pour Painted Faces
- Meilleure actrice : Anita Mui, pour Rouge
- Meilleur réalisateur : Stanley Kwan, pour Rouge
- Meilleur second rôle masculin : Jacky Cheung, pour As Tears Go By
- Meilleur second rôle féminin : Lai-Yui Lee, pour School on Fire
- Meilleur scénario : Kim Wip, Wang-Fung Nip, Kwok-Wah Siu et Gordon Chan, pour Heart to Hearts
- Meilleur débutant : David Wu, pour Starry is the Night
- Meilleure photographie : David Chung, pour Painted Faces
- Meilleure direction artistique : As Tears Go By
- Meilleures chorégraphies : Jackie Chan, pour Police Story 2
- Meilleur montage : Peter Cheung, pour Rouge
- Meilleure musique : Siu-Tin Lei, pour Rouge
- Meilleure chanson : Rouge

### 1990
- Meilleur film : Beyond the Sunset, de Cheung Chi-Leung
- Meilleur acteur : Chow Yun-fat, pour  All About Ah-Long
- Meilleure actrice : Maggie Cheung, pour A Fishy Story
- Meilleur réalisateur : John Woo, pour The Killer
- Meilleur second rôle masculin : Tony Leung Chiu-wai, pour My Heart Is That Eternal Rose
- Meilleur second rôle féminin : Cecilia Yip, pour Beyond the Sunset
- Meilleur scénario : Jacob Cheung et Kam-Cheung Chan, pour Beyond the Sunset
- Meilleur débutant : Wa Kong, pour Life Goes On
- Meilleure photographie : Peter Pau, pour A Fishy Story
- Meilleure direction artistique : A Fishy Story
- Meilleures chorégraphies : Jackie Chan, pour Big Brother
- Meilleur montage : Kung Wing Fan, pour The Killer
- Meilleure musique : Tai-Yau Law et Sai Kit Lo, pour Eight Taels of Gold
- Meilleure chanson : Pedicab Driver

### 1991
- Meilleur film : Nos années sauvages, de Wong Kar-wai
- Meilleur acteur : Leslie Cheung, pour Nos années sauvages
- Meilleure actrice : Carol Cheng, pour Her Fatal Ways
- Meilleur réalisateur : Wong Kar-wai, pour Nos années sauvages
- Meilleur second rôle masculin : Man-Tat Ng, pour A Moment of Romance
- Meilleur second rôle féminin : Carol Cheng, pour Queen of Temple Street
- Meilleur scénario : Man-Keung Chan, pour Queen of Temple Street
- Meilleur débutant : Rain Lau, pour Queen of Temple Street
- Meilleure photographie : Christopher Doyle, pour Nos années sauvages
- Meilleure direction artistique : Nos années sauvages
- Meilleures chorégraphies : Ching Siu-tung, pour Swordsman
- Meilleur montage : John Woo, pour Une balle dans la tête
- Meilleure musique : Joseph Kuo, Romeo Diaz et James Wong, pour The Terracotta Warrior
- Meilleure chanson : Swordsman

### 1992
- Meilleur film : Le Parrain de Hong Kong, de Man-Kit Poon
- Meilleur acteur : Eric Tsang, pour Alan and Eric - Between Hello and Goodbye
- Meilleure actrice : Cecilia Yip, pour This Thing Called Love
- Meilleur réalisateur : Tsui Hark, pour Il était une fois en Chine
- Meilleur second rôle masculin : Hoi-San Kwan, pour Lee Rock
- Meilleur second rôle féminin : Deannie Yip, pour Dances with the Dragon
- Meilleur scénario : Johnny Mak, pour Le Parrain de Hong Kong
- Meilleur débutant : Jade Leung, pour Black Cat
- Meilleure photographie : Peter Pau, pour Saviour of the Soul
- Meilleure direction artistique : Saviour of the Soul
- Meilleures chorégraphies : Cheung-Yan Yuen, Kar Wing Lau et Sunny Yuen, pour Il était une fois en Chine
- Meilleur montage : Marco Mak, pour Il était une fois en Chine
- Meilleure musique : James Wong, pour Il était une fois en Chine
- Meilleure chanson : The Twin Bracelets

### 1993
- Meilleur film : Cageman, de Jacob Cheung
- Meilleur acteur : Tony Leung Ka-fai, pour The Legendary La Rose Noire
- Meilleure actrice : Maggie Cheung, pour Center Stage
- Meilleur réalisateur : Jacob Cheung, pour Cageman
- Meilleur second rôle masculin : Liu Kai-Chi, pour Cageman
- Meilleur second rôle féminin : Petrina Fung, pour The Legendary La Rose Noire
- Meilleur scénario : Yan-Kwai Wong, Chong-Chau Ng et Jacob Cheung pour Cageman
- Meilleur débutant : Anita Yuen, pour The Days of Being Dumb
- Meilleure photographie : Hang-Sang Poon, pour Center Stage
- Meilleure direction artistique : Center Stage
- Meilleurs costumes : Swordsman 2
- Meilleures chorégraphies : Yuen Woo-ping, pour Il était une fois en Chine 2: la secte du lotus blanc
- Meilleur montage : David Wu et John Woo, pour À toute épreuve
- Meilleure musique : Huang Jin Chen, pour Center Stage
- Meilleure chanson : Center Stage

### 1994
- Meilleur film : C'est la vie, mon chéri, de Derek Yee
- Meilleur acteur : Anthony Wong, pour The Untold Story
- Meilleure actrice : Anita Yuen, pour C'est la vie, mon chéri
- Meilleur réalisateur : Derek Yee, pour C'est la vie, mon chéri
- Meilleur second rôle masculin : Paul Chiang, pour C'est la vie, mon chéri
- Meilleur second rôle féminin : Petrina Fung, pour C'est la vie, mon chéri
- Meilleur scénario : Derek Yee, pour C'est la vie, mon chéri
- Meilleur débutant : Xing-Guo Wu, pour Temptation of a Monk
- Meilleure photographie : Peter Pau, pour La Mariée aux cheveux blancs
- Meilleure direction artistique : La Mariée aux cheveux blancs
- Meilleurs costumes : La Mariée aux cheveux blancs
- Meilleures chorégraphies : Tak Yuen et Corey Yuen, pour La Légende de Fong Sai-Yuk
- Meilleur montage : Peter Cheung, pour Crime Story
- Meilleure musique : Tats Lau et Yee-Leung Wai, pour Temptation of a Monk
- Meilleure chanson : Anita Mui, pour Heroic Trio

### 1995
- Meilleur film : Chungking Express, de Wong Kar-wai
- Meilleur acteur : Tony Leung Chiu-wai, pour Chungking Express
- Meilleure actrice : Anita Yuen, pour He's a Woman, She's a Man
- Meilleur réalisateur : Wong Kar-wai, pour Chungking Express
- Meilleur second rôle masculin : Jordan Chan, pour Twenty Something
- Meilleur second rôle féminin : Law Koon-Lan, pour I Have a Date with Spring
- Meilleur scénario : Raymond To, pour I Have a Date with Spring
- Meilleur débutant : Alice Lau, pour I Have a Date with Spring
- Meilleure photographie : Christopher Doyle, pour Les Cendres du temps
- Meilleure direction artistique : Les Cendres du temps
- Meilleurs costumes : Les Cendres du temps
- Meilleures chorégraphies : Liu Chia-liang et Jackie Chan, pour  Drunken Master 2
- Meilleur montage : William Chang, Kai Kit-wai et Kwong Chi-Leung pour Chungking Express
- Meilleure musique : James Wong et Raymond Wong, pour The Lovers
- Meilleure chanson : Leslie Cheung, pour He's a Woman, She's a Man

### 1996
- Meilleur film : Neige d'été (Summer Snow), de Ann Hui
- Meilleur acteur : Roy Chiao, pour Neige d'été (Summer Snow)
- Meilleure actrice : Josephine Siao, pour Neige d'été (Summer Snow)
- Meilleur réalisateur : Ann Hui, pour Neige d'été (Summer Snow)
- Meilleur second rôle masculin : Kar-Ying Law, pour Neige d'été (Summer Snow)
- Meilleur second rôle féminin : Karen Mok, pour Les Anges déchus (Duo luo tian shi)
- Meilleur scénario : Man-Keung Chan, pour Neige d'été (Summer Snow)
- Meilleur débutant : Eric Mo, pour Those Were the Days (en)
- Meilleure photographie : Christopher Doyle, pour Les Anges déchus (Duo luo tian shi)
- Meilleure direction artistique : The Phantom Lover
- Meilleurs costumes : The Phantom Lover
- Meilleures chorégraphies : Stanley Tong et Jackie Chan, pour Jackie Chan dans le Bronx
- Meilleur montage : Keung Kwok et Chi-Leung Kwong, pour Full Throttle
- Meilleure musique : Frankie Chan et Roel A. García, pour Les Anges déchus (Duo luo tian shi)
- Meilleure chanson : Peace Hotel

### 1997
- Meilleur film : Comrades, Almost a Love Story, de Peter Chan
- Meilleur acteur : Kent Cheng, pour The Log
- Meilleure actrice : Maggie Cheung, pour Comrades, Almost a Love Story
- Meilleur réalisateur : Peter Chan, pour Comrades, Almost a Love Story
- Meilleur second rôle masculin : Eric Tsang, pour Comrades, Almost a Love Story
- Meilleur second rôle féminin : Shu Qi, pour Viva Erotica
- Meilleur scénario : Sai On, pour Comrades, Almost a Love Story
- Meilleur débutant : Shu Qi, pour Viva Erotica
- Meilleure photographie : Jingle Ma, pour Comrades, Almost a Love Story
- Meilleure direction artistique : Comrades, Almost a Love Story
- Meilleurs costumes : Comrades, Almost a Love Story
- Meilleures chorégraphies : Stanley Tong, pour First Strike
- Meilleur montage : Ka-Fai Cheung (en) et Peter Cheung, pour Big Bullet
- Meilleure musique : Jun Fun Chiu et Tsang-Hei Chiu, pour Comrades, Almost a Love Story
- Meilleure chanson : Lost and Found (en)

### 1998
- Meilleur film : Made in Hong Kong, de Fruit Chan
- Meilleur acteur : Tony Leung Chiu-wai, pour Happy Together
- Meilleure actrice : Maggie Cheung, pour Les Sœurs Soong
- Meilleur réalisateur : Fruit Chan, pour Made in Hong Kong
- Meilleur second rôle masculin : Jiang Wen, pour Les Sœurs Soong
- Meilleur second rôle féminin : Anita Mui, pour Eighteen Springs
- Meilleur scénario : Raymond To, pour Legend of Mad Phoenix
- Meilleur débutant : Sam Lee, pour Made in Hong Kong
- Meilleure photographie : Arthur Wong, pour Les Sœurs Soong
- Meilleure direction artistique : Les Sœurs Soong
- Meilleurs costumes : Les Sœurs Soong
- Meilleures chorégraphies : Stephen Tung, pour Downtown Torpedoes
- Meilleur montage : Wong Wing-Ming, pour Lifeline
- Meilleure musique : Kitarō et Randy Miller, pour Les Sœurs Soong
- Meilleure chanson : Cause We Are So Young
- Meilleur son : Lifeline

### 1999
- Meilleur film : Beast Cops, de Gordon Chan et Dante Lam
- Meilleur acteur : Anthony Wong, pour Beast Cops
- Meilleure actrice : Sandra Ng, pour Portland Street Blues
- Meilleur réalisateur : Gordon Chan et Dante Lam, pour Beast Cops
- Meilleur second rôle masculin : Patrick Tam, pour Beast Cops
- Meilleur second rôle féminin : Chi Hsu, pour Portland Street Blues
- Meilleur scénario : Gordon Chan et Hing-Kar Chan, pour Beast Cops
- Meilleur débutant : Nicholas Tse, pour Young & Dangerous: The Prequel
- Meilleure photographie : Arthur Wong, pour Sleepless Town
- Meilleure direction artistique : Yohei Taneda, pour Sleepless Town
- Meilleurs costumes : The Storm Riders
- Meilleures chorégraphies : Jackie Chan, pour Who Am I?
- Meilleur montage : Marco Mak et Danny Pang, pour The Storm Riders
- Meilleure musique : Kwong Wing Chan, pour The Storm Riders
- Meilleure chanson : City of Glass
- Meilleur son : The Storm Riders

### 2000
- Meilleur film : Ordinary Heroes, de Ann Hui
- Meilleur acteur : Andy Lau, pour Running Out of Time
- Meilleure actrice : Helena Law, pour Bullets Over Summer
- Meilleur réalisateur : Johnnie To, pour The Mission
- Meilleur second rôle masculin : Lung Ti, pour The Kid (zh) (流星語)
- Meilleur second rôle féminin : Carrie Ng, pour The Kid (zh) (流星語)
- Meilleur scénario : Sylvia Chang, pour Tempting Heart
- Meilleur débutant : Cecilia Cheung, pour Fly Me to Polaris
- Meilleure photographie : Arthur Wong, pour Purple Storm
- Meilleure direction artistique : Purple Storm
- Meilleurs costumes : Purple Storm
- Meilleures chorégraphies : Stephen Tung, pour Purple Storm
- Meilleur montage : Chi-Leung Kwong, pour Purple Storm
- Meilleure musique : Peter Kam, pour Fly Me to Polaris
- Meilleure chanson : Fly Me to Polaris
- Meilleur son : Purple Storm

### 2001
- Meilleur film : Tigre et Dragon, de Ang Lee
- Meilleur acteur : Tony Leung Chiu-wai, pour In the Mood for Love
- Meilleure actrice : Maggie Cheung, pour In the Mood for Love
- Meilleur réalisateur : Ang Lee, pour Tigre et Dragon
- Meilleur second rôle masculin : Francis Ng, pour 2000 A.D.
- Meilleur second rôle féminin : Cheng Pei-pei, pour Tigre et Dragon
- Meilleur scénario : Fruit Chan, pour Durian Durian
- Meilleur débutant : Qin Hai-Lu, pour Durian Durian
- Meilleure photographie : Peter Pau, pour Tigre et Dragon
- Meilleure direction artistique : In the Mood for Love
- Meilleurs costumes : In the Mood for Love
- Meilleures chorégraphies : Yuen Woo-ping, pour Tigre et Dragon
- Meilleur montage : William Chang, pour In the Mood for Love
- Meilleure musique : Jorge Calandrelli, pour Tigre et Dragon
- Meilleure chanson : Jorge Calandrelli et Dun Tan, pour Tigre et Dragon
- Meilleur son : Tigre et Dragon

### 2002
- Meilleur film : Shaolin Soccer, de Stephen Chow
- Meilleur film asiatique : Le Voyage de Chihiro, de Hayao Miyazaki
- Meilleur acteur : Stephen Chow, pour Shaolin Soccer
- Meilleure actrice : Sylvia Chang, pour Forever and Ever
- Meilleur réalisateur : Stephen Chow, pour Shaolin Soccer
- Meilleur second rôle masculin : Wong Yut-Fei, pour Shaolin Soccer
- Meilleur second rôle féminin : Karena Lam, pour July Rhapsody
- Meilleur scénario : Ivy Ho, pour July Rhapsody
- Meilleur débutant : Karena Lam, pour July Rhapsody
- Meilleure photographie : Arthur Wong, pour Visible Secret
- Meilleure direction artistique : Bruce Yu, pour Wu Yen
- Meilleurs costumes et maquillages : Fan Yon, pour Peony Pavilion
- Meilleures chorégraphies : Wei Tung, pour Espion amateur
- Meilleur montage : Kwong Chi-Leung, pour Espion amateur
- Meilleure musique : Ho Shung-Chi, pour McDull dans les nuages
- Meilleure chanson : Sammi Cheng, pour Love On a Diet
- Meilleur son : Kinson Tsang, pour Shaolin Soccer
- Meilleurs effets visuels : Frankie Chung, Ken Law, Ronald To et Maurice Ng, pour Shaolin Soccer

### 2003
- Meilleur film : Infernal Affairs, de Andrew Lau et Alan Mak
- Meilleur film asiatique : My Sassy Girl, de Kwak Jae-yong
- Meilleur acteur : Tony Leung Chiu-wai, pour Infernal Affairs
- Meilleure actrice : Lee Sin Je, pour The Eye
- Meilleur réalisateur : Andrew Lau et Alan Mak, pour Infernal Affairs
- Meilleur second rôle masculin : Anthony Wong, pour Infernal Affairs
- Meilleur second rôle féminin : Rene Liu, pour Double Vision
- Meilleur scénario : Alan Mak et Felix Chong, pour Infernal Affairs
- Meilleur débutant : Eugenia Yuan, pour Trois histoires de l'au-delà
- Meilleure photographie : Christopher Doyle, pour Hero
- Meilleur montage : Danny Pang et Pang Ching Hei, pour Infernal Affairs
- Meilleure direction artistique : Huo Ting Xiao et Yi Zhen Zhou, pour Hero
- Meilleurs costumes et maquillages : Emi Wada, pour Hero
- Meilleures chorégraphies : Ching Siu-tung, pour Hero
- Meilleure musique : Tan Dun, pour Hero
- Meilleure chanson : Infernal Affairs, pour Infernal Affairs
- Meilleur son : Tao Jing, pour Hero
- Meilleurs effets visuels : Murray Pope, Christopher Horvath et Jonathan Rothbart, pour Hero

### 2004
- Meilleur film : Running on Karma, de Johnnie To et Wai Ka-fai
- Meilleur film asiatique : Le Samouraï du crépuscule (The Twilight Samurai), de Yōji Yamada
- Meilleur acteur : Andy Lau, pour Running on Karma
- Meilleure actrice : Cecilia Cheung, pour Lost in Time
- Meilleur réalisateur : Johnnie To, pour PTU
- Meilleur second rôle masculin : Tony Leung Ka-fai, pour Men Suddenly In Black
- Meilleur second rôle féminin : Josie Ho, pour Naked Ambition
- Meilleur scénario : Wai Ka-fai, Yau Nai-hoi, Au Kin-yee et Yip Tin Shing, pour Running on Karma
- Meilleur débutant : Andy On, pour Star Runner
- Meilleure photographie : Arthur Wong, pour The Floating Landscape
- Meilleur montage : Chan Ki Hop, pour The Twins Effect
- Meilleure direction artistique : Bill Lui, pour The Twins Effect
- Meilleurs costumes et maquillages : Yee Chung Man, pour The Twins Effect
- Meilleures chorégraphies : Donnie Yen, pour The Twins Effect
- Meilleure musique : Peter Kam, pour Lost in Time
- Meilleure chanson : Chang Kong, pour Infernal Affairs II
- Meilleur son : Kinson Tsang, pour The Twins Effect
- Meilleurs effets visuels : Eddy Wong et Yee Kwok Leung, pour The Twins Effect
- Meilleur premier film : Pang Ho-cheung, pour Men Suddenly In Black

### 2005
- Meilleur film : Crazy Kung Fu, de Stephen Chow
- Meilleur film asiatique : Old Boy, de Park Chan-wook
- Meilleur acteur : Tony Leung Chiu-wai, pour 2046
- Meilleure actrice : Zhang Ziyi, pour 2046
- Meilleur réalisateur : Derek Yee Tung Sing, pour One Nite In Mongkok
- Meilleur second rôle masculin : Yuen Wah, pour Crazy Kung Fu
- Meilleur second rôle féminin : Bai Ling, pour Nouvelle Cuisine
- Meilleur scénario : Derek Yee Tung Sing, pour One Nite In Mongkok
- Meilleur débutant : Tian Yuan, pour Butterfly
- Meilleure photographie : Christopher Doyle, Lai Yiu Fai et Kwan Pun Leung, pour 2046
- Meilleur montage : Angie Lam, pour Crazy Kung Fu
- Meilleure direction artistique : William Chang Suk Ping et Alfred Yau Wai Ming, pour 2046
- Meilleurs costumes et maquillages : William Chang Suk Ping, pour 2046
- Meilleures chorégraphies : Yuen Woo-ping, pour Crazy Kung Fu
- Meilleure musique : Peer Raben et Shigeru Umebayashi, pour 2046
- Meilleure chanson : 咁咁咁, pour McDull, Prince de la Bun
- Meilleur son : Steven Ticknor, Steve Burgess, Rob Mackenzie et Paul Pirola, pour Crazy Kung Fu
- Meilleurs effets visuels : Frankie Chung, Don Ma, Tam Kai Kwan et Franco Hung, pour Crazy Kung Fu
- Meilleur premier film : Wong Ching Po, pour La Voie du Jiang Hu

### 2006
- Meilleur film : Election, de Johnnie To
- Meilleur film asiatique : Kekexili, la patrouille sauvage, de Lu Chuan
- Meilleur acteur : Tony Leung Ka-fai, pour Election
- Meilleure actrice : Zhou Xun, pour Perhaps Love
- Meilleur réalisateur : Johnnie To, pour Election
- Meilleur second rôle masculin : Anthony Wong, pour Initial D
- Meilleur second rôle féminin : Teresa Mo, pour 2 Young
- Meilleur scénario : Yau Nai-hoi et Yip Tin Shing, pour Election
- Meilleur débutant : Jay Chou, pour Initial D
- Meilleure photographie : Peter Pau, pour Perhaps Love
- Meilleur montage : Yau Chi Wai, pour Divergence
- Meilleure direction artistique : Yee Chung Man et Pater Wong, pour Perhaps Love
- Meilleurs costumes et maquillages : Yee Chung Man et Dora Ng Li Lo, pour Perhaps Love
- Meilleures chorégraphies : Donnie Yen, pour SPL : Sha po lang
- Meilleure musique : Peter Kam et Leon Ko, pour Perhaps Love
- Meilleure chanson : Jacky Cheung, pour Perhaps Love
- Meilleur son : Kinson Tsang, pour Initial D
- Meilleurs effets visuels : Eddy Wong, Victor Wong et Bryan Cheung, pour Initial D
- Meilleur premier film : Kenneth Bi, pour Rice Rhapsody